# Nazlı Deniz Kuruoğlu
Nazlı Deniz Kuruoğlu és una ballarina i model turca, Miss Turquia i Miss Europa 1982. Va ser la tercera turca en guanyar Miss Europa, després de Günseli Başar i de Filiz Vural. Després de retirar-se dels escenaris de ballet, es dedicà a l'agricultura ecològica i a la cuina amb productes ecològics en el petit poble de Caferli, al districte de Kuşadası. També realitza activitats culturals i esportives per a donar a conèixer el poble.